# Herb gminy Raniżów
Herb gminy Raniżów – symbol gminy Raniżów.

## Wygląd i symbolika
Herb przedstawia na tarczy w polu zielonym złotą koronę, otoczoną złotym kłosem zboża i gałązką dębową z 8 liśćmi. Korona symbolizuje przynależność do dóbr królewskich, zielony kolor tarczy do lasów gminy, kłos zboża do jej rolniczego charakteru, natomiast liście i ich liczba nawiązuje do ośmiu sołectw gminy.

## Historia
26 lutego 2004 gmina Raniżów podjęła uchwałę w sprawie wystąpienia do Ministra Spraw Wewnętrznych i Administracji o zaopiniowanie projektu herbu gminy. W porównaniu z używaną obecnie na stronach gminy wersją różnił się umieszczoną w centralnej części tarczy głową jelenia. Brak informacji o dalszych losach projektu.